# 阿尔穆德纳·穆尼奥斯
阿尔穆德纳·穆尼奥斯（西班牙語：Almudena Muñoz，1968年11月4日—），西班牙女子柔道运动员。她曾代表西班牙参加1992年和1996年夏季奥林匹克运动会柔道比赛，其中1992年奥运会获得一枚金牌。